# ラジオあゆまゆ劇場
ラジオあゆまゆ劇場（ラジオあゆまゆげきじょう）は、webアニメ『あゆまゆ劇場』およびOVA『君が望む永遠 〜Next Season〜』に関連したインターネットラジオである。関連番組として、『君のぞらじお 〜Next Season〜』、『君のぞらじお Still I love you…』、『マブラヴラジオ』、『谷山紀章のDEAD OR ALIVE』の4番組がある。

## 概要
前身はインターネットラジオ君のぞらじお内番組「らじおすかいてんぷる」（2004年12月～[[200
7年]]12月）で、君のぞらじおのリニューアルに伴い、同番組から独立した。リニューアル後も、パーソナリティ陣は変わっていない。
パーソナリティーは谷山紀章（鳴海孝之役）、浅井清己（大空寺あゆ役）、吉住梢（玉野まゆ役）の3人。

### 番組概要
- 放送期間：2008年1月15日～6月17日
- 配信サイト：君のぞらじおホームページ
- 配信方式：ストリーミング
- 配信日：隔週火曜日配信（配信期間は17日間）
- 放送時間：40分～50分
- ファイル種類：Windows Media Audio（asx）

### 主題歌
- オープニングテーマ 「恋の爆弾でいと」
歌：UYAMUYA／作詞：畑亜貴／作編曲：黒須克彦
- エンディングテーマ 「みんなにっ＞やー!」
歌：玉野まゆ（吉住梢）／作詞：畑亜貴／作曲：田村信二／編曲：原田勝道

## コーナー
大空寺あゆに懺悔するがいいさ
リスナーのドジ話を大空寺あゆ（浅井清己）に告白し、許しを請うコーナー。
対決!　すかいてんぷる!　真実はふたつにひとつ!
いろいろな名称の由来について、浅井清己と吉住梢が2択で正解を当てるコーナー。（例：「アゲハ蝶」の名前の由来等。）
あゆまゆ!　二番を狙え!!
あるテーマについてリスナーからアンケートを集め、その結果、二番目に多かった回答が何かを当てるという、君らじ恒例の対決コーナー。
ラジオドラマ
月に1回放送される「すかいてんぷる」を舞台にしたラジオドラマ。「あゆまゆ劇場」同様、はちゃめちゃなストーリーが繰り広げられる。脚本は、熊川貴族（ナルシー僕ゥ）。
アージュからのお知らせ
アージュ広報兼番組ディレクターの斉藤Kとアージュ開発部の熊川貴族（ナルシー僕ゥ）がMCをつとめるアージュの告知コーナー。アージュスタッフがゲストとして出演することがある。
君らじ5番組で唯一の全番組共通コーナーであるが、本編とは全く関係ない。
なお、放送内容は同日更新の「マブラヴラジオ」と同じ。

### 過去のコーナー
一方その頃すかいてんぷる
『君が望む永遠 〜Next Season〜』第1巻の作中で描かれていなかった、ファミレス「すかいてんぷる」の様子をリスナーが想像して投稿するコーナーであった。